# Nepticula pygmaeella
Nepticula pygmaeella is een vlinder uit de familie van de dwergmineermotten (Nepticulidae). De wetenschappelijke naam van de soort is voor het eerst geldig gepubliceerd in 1825 door Haworth.